# Parc national de Mapungubwe
Le parc national de Mapungubwe est un parc national de la province du Limpopo, en Afrique du Sud. Il est situé près de la rivière Kolope, au sud de la confluence des rivières Limpopo et Shashe et à environ 15 kilomètres au nord-est de la mine de diamant de Venetia.

## Histoire
En 1967 la Vhembe Nature Reserve, comprenant alors trois fermes, fut proclamée réserve provinciale du Transvaal. En 1993 l'entreprise De Beers Consolidated Mines, qui avait créé la Venetia Limpopo Nature Reserve sur un terrain voisin, demanda la création d'un parc national. En 1995 la South African National Parks Board et la province du Limpopo provincial signent un agrément pour créer le parc national Vhembe Dongola qui voit le jour le 9 avril 1998. Ce parc est renommé Parc National Mapungubwe le 24 septembre 2004.
Le parc est classé à l’UNESCO et fait partie de la zone de conservation transfrontalière du Grand Mapungubwe, jouxtant la frontière avec le Botswana et le Zimbabwe. Il comprend le site historique de Mapungubwe Hill, qui était habité par une communauté datant de l’âge du fer et qui fut la capitale du royaume du Mapungubwe. Cette communauté était prospère et des archéologues ont découvert en ce lieu la célèbre figurine du rhinocéros d’or du Mapungubwe.
Le musée consacré à cette culture, et qui se trouve dans le parc, a reçu en 2009 une récompense architecturale internationale,,.

## Géographie
Le parc se compose de deux zones, séparées par des terres privées, qui ne communiquent pas entre elles, sinon par la route extérieure. Il comprend plusieurs camps, dont le Leokwe main camp et le Vhembe Wilderness camp dans la section est, et le Limpopo Forest tented camp, le Tshugulu lodge et le Mazhou camping site dans la section ouest, la plus sauvage.

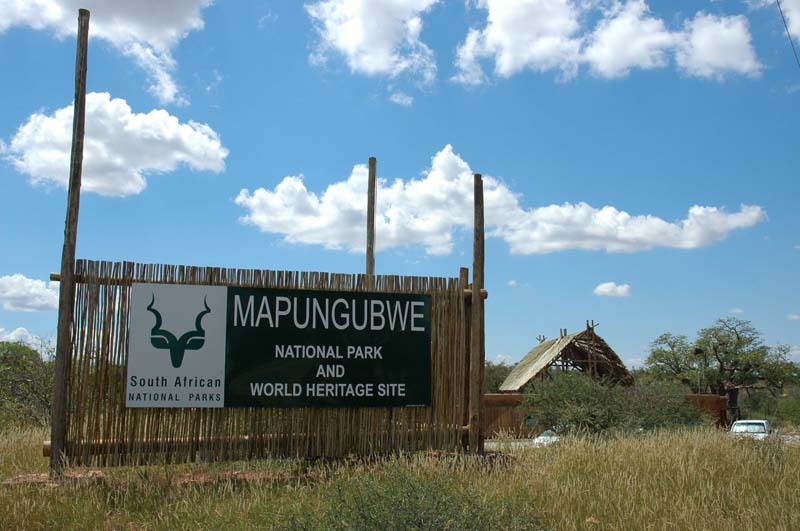
Entrée du parc
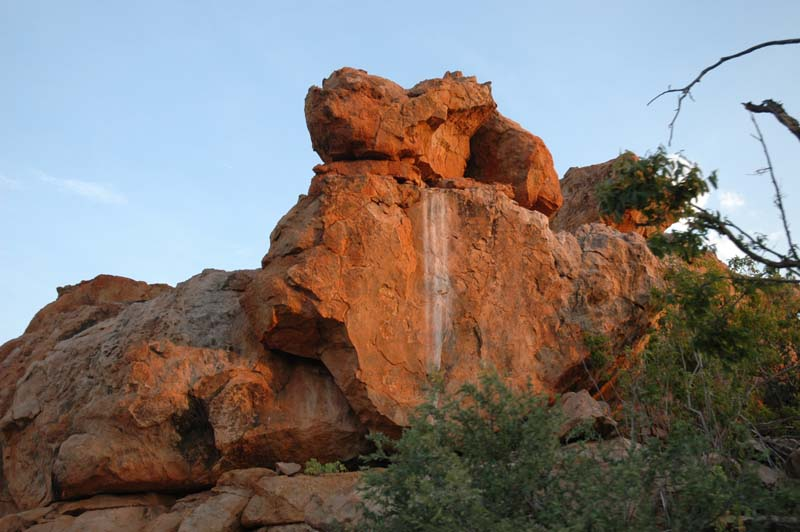
Kopje dans le parc
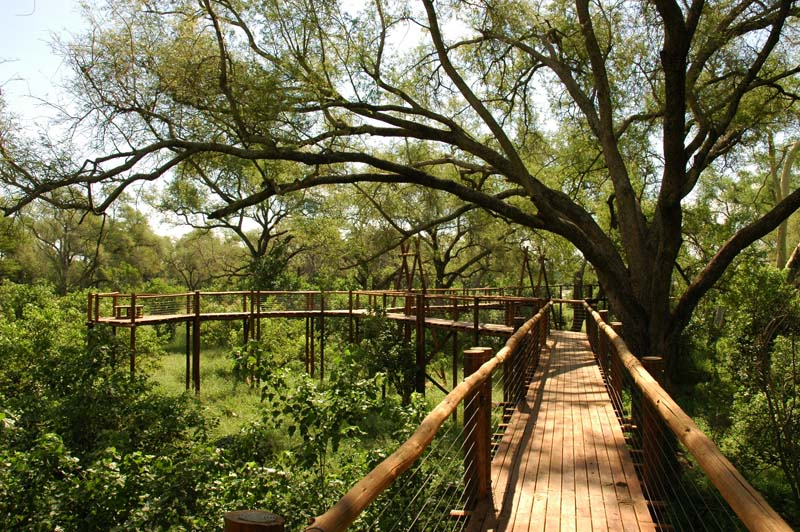
Promenade dans la canopée
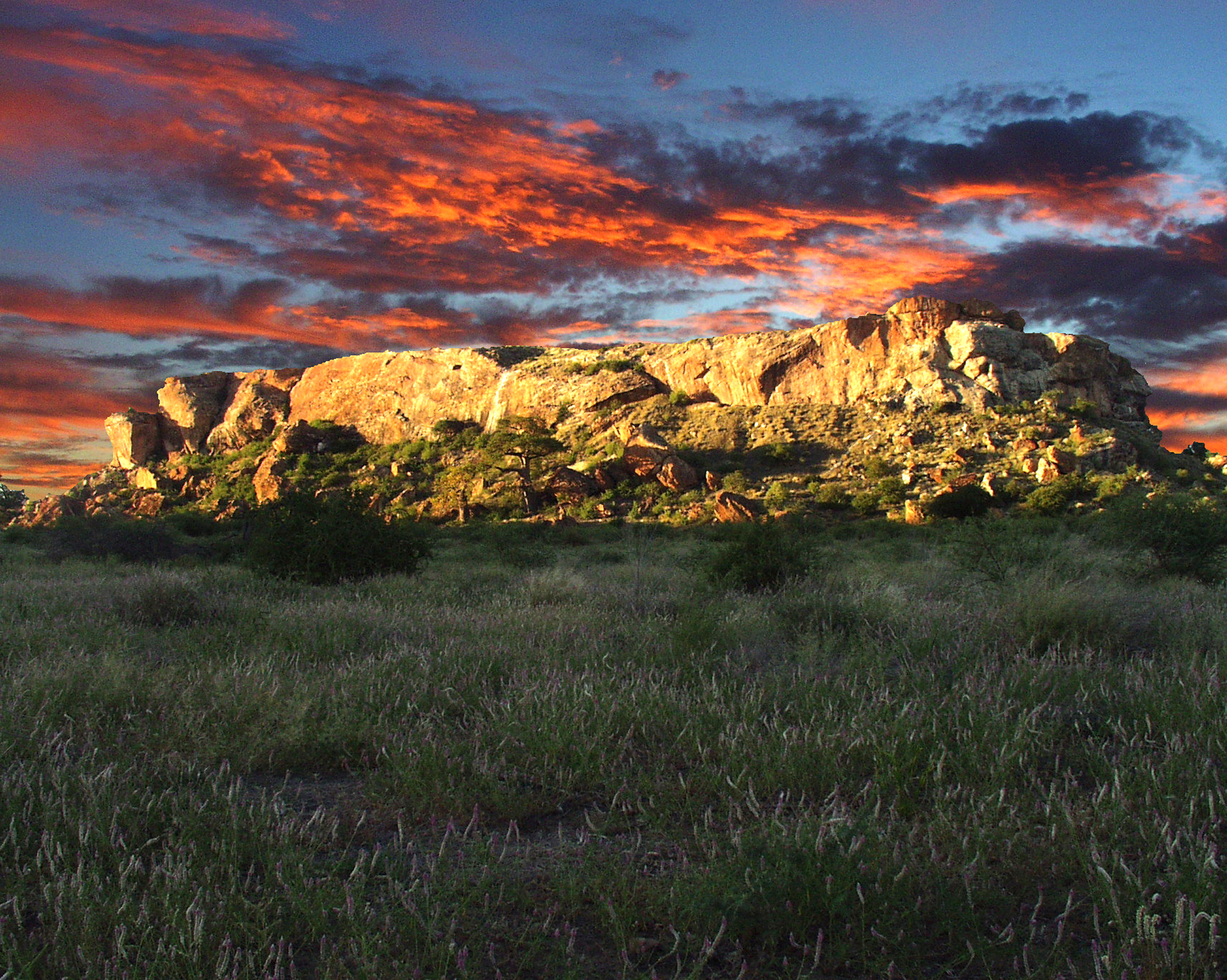
Colline de Mapungubwe
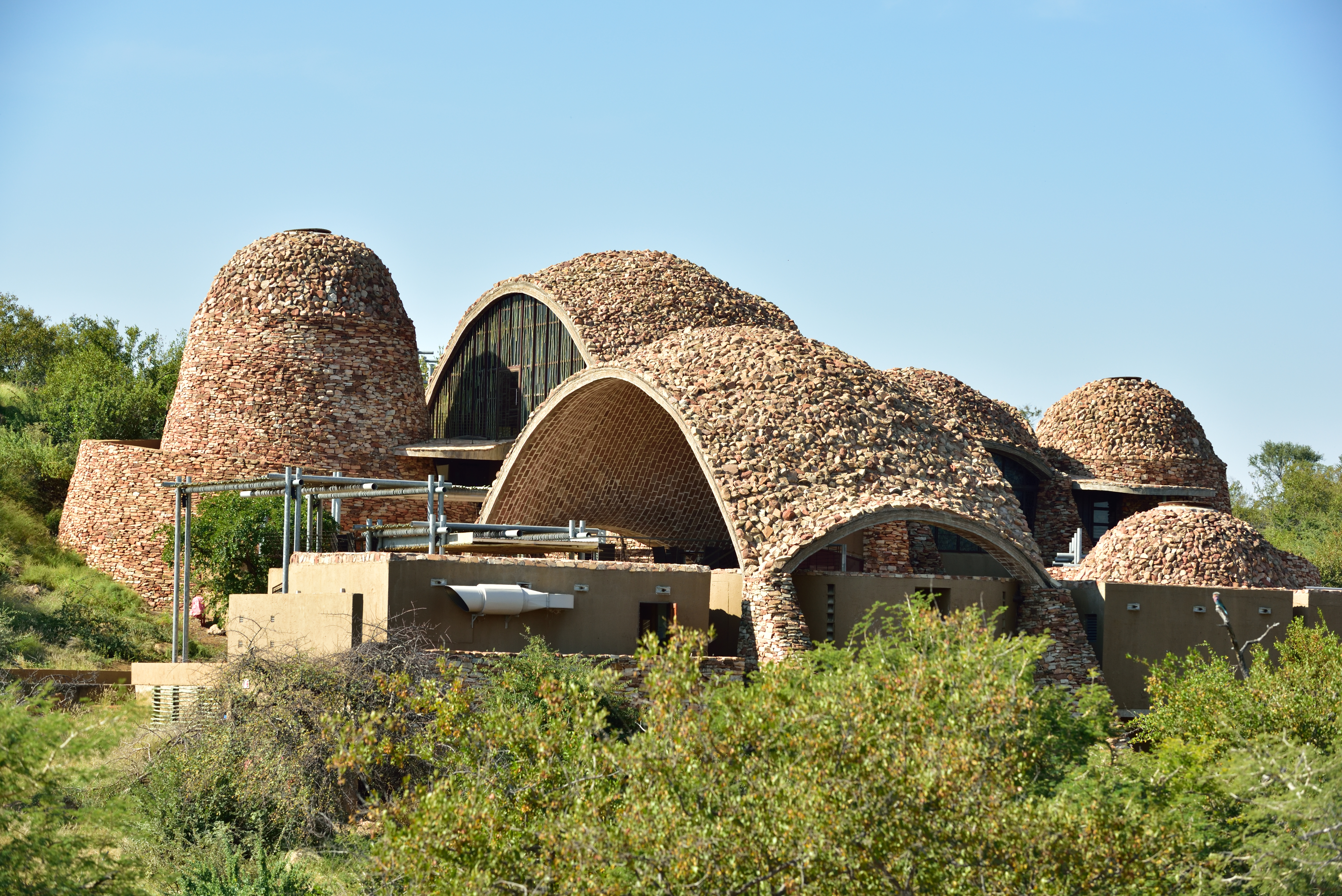
Musée du Mapungubwe
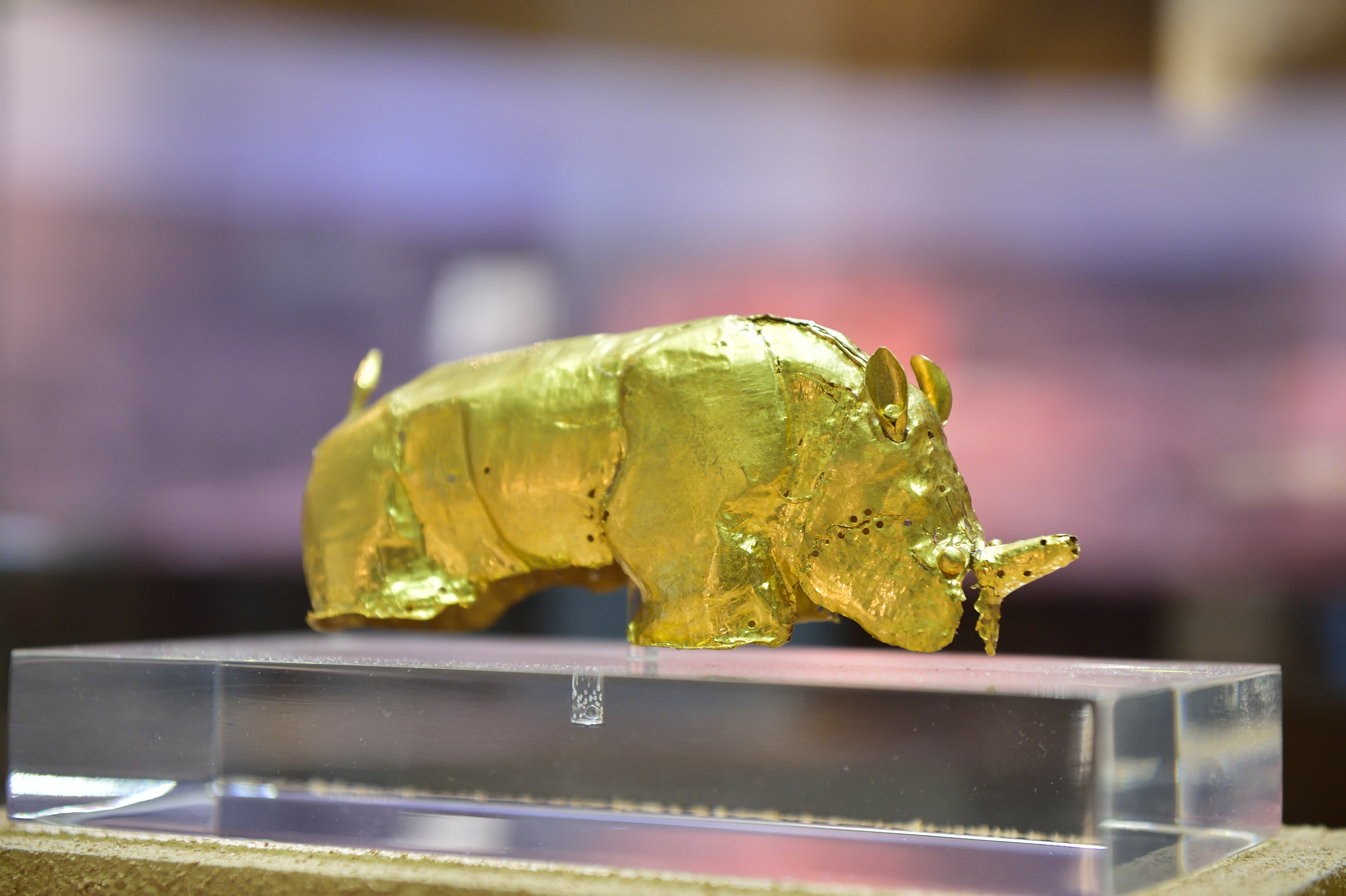
Le rhinocéros d'or

## Liens annexes
- Site officiel